# دوري مونتسرات لكرة القدم 1974
دوري مونتسرات لكرة القدم 1974 هو موسم من دوري مونتسرات لكرة القدم. فاز فيه Royal Montserrat Police Force FC ‏.